# Nova Borova
Novo Borova (en ukrainien : Нова Борова) ou Novaïa Borova (en russe : Новая Боровая) est une commune urbaine de l'oblast de Jytomyr, en Ukraine. Sa population s'élevait à 5 378 habitants en 2021.

## Géographie
Novo Borova est arrosé par la rivière Ircha, qui forme un réservoir à l'ouest de l'agglomération. Elle se trouve à 46 km au nord de Jytomyr et à 140 km l'ouest de Kiev.

## Histoire
Nova Borova a le statut de commune urbaine depuis 1957.

## Population
Recensements (*) ou estimations de la population :
| 1959* | 1970* | 1979* | 1989* | 2001* |
| ----- | ----- | ----- | ----- | ----- |
| 5 696 | 5 893 | 6 254 | 6 186 | 5 746 |

| 2009  | 2010  | 2011  | 2012  | 2013  |
| ----- | ----- | ----- | ----- | ----- |
| 5 634 | 5 601 | 5 572 | 5 551 | 5 595 |

| 2021  | - | - | - | - |
| ----- | - | - | - | - |
| 5 378 | - | - | - | - |

## Transports
Novo Borova se trouve à 57 km de Jytomyr par la route et à 69 km par le chemin de fer.